# Васильев, Игорь Анатольевич
И́горь Анато́льевич Васи́льев (род. 24 мая 1983 года, Ижевск, Удмуртская АССР, РСФСР, СССР) — российский хоккеист, игравший в клубах высшего дивизиона Казахстана.

## Биография
Воспитанник хоккейной школы «ижевской Ижстали», в «дубле» которой дебютировал в сезоне 1999/2000 в первой лиге, и в основной состав которой вошёл в сезоне 2002/2003 в высшей лиге. В 2004—2007 годах представлял кирово-чепецкую «Олимпию», затем до 2009 года вновь «Ижсталь». В сезоне 2008/2009 перешёл в «ангарский Ермак», а с января 2010 года — в состав «казахстанской Сарыарки» из Караганды, с которым стал чемпионом Казахстана (2009/2010).
В сезоне 2010/2011 был заявлен в «уссурийский клуб Приморье», однако в матчах участия не принимал. В 2011—2013 годах вновь вернулся в «Ижсталь», ставшую одним из основателей Высшей хоккейной лиги. В дальнейшем представлял, как правило, клубы этой лиги: «Рязань» (2013/2014), усть-каменогорское «Казцинк-Торпедо» (2014/2015) и «дмитровскую Звезду-ВДВ» (2015, снялась с чемпионата после первого круга).
После прекращения выступлений дмитровского клуба 30 октября 2015 года был заявлен в казахстанский чемпионат в составе «павлодарского Иртыша», дошедшего в сезоне 2015/2016 до полуфинала стадии плей-офф. В следующем сезоне представлял клуб ВХЛ-Б «Челны» из Набережных Челнов, после чего прекратил игровую карьеру.

## Достижения
- Чемпион Казахстана 2009/2010